# Philippe Parini
Pour les articles homonymes, voir Parini.
Ne doit pas être confondu avec Philippe Marini.
Philippe Parini, né le 8 janvier 1952 à Gannat dans l’Allier, est un haut fonctionnaire français.

## Biographie
Titulaire d’une licence de droit public obtenue à l’université Paris-1 Panthéon-Sorbonne, diplômé de l’Institut d'études politiques de Paris, il est élève de l’École nationale d'administration (ENA) (promotion André-Malraux).
À sa sortie en 1977, il est affecté au Ministère de l'Économie et des Finances. Il y fait toute sa carrière. Il est également Maître de conférences à l'IEP de Paris.
Il sert tout d’abord à la direction du personnel et des services généraux (bureau des études générales d’automatisation jusqu’en 1979, bureau des études et des applications informatiques jusqu’en 1982). Au titre de la mobilité, il est de 1982 à 1984 mis à la disposition du contrôle d’Etat puis revient à son ancienne direction au ministère de l’Économie et des Finances. Chef du bureau administration centrale et services à l’étranger de 1984 à 1986, il devient sous-directeur du personnel de 1986 à 1991 puis directeur-adjoint de 1991 à 1992. Il continue sa carrière comme chef du service des ressources humaines de 1992 à 1993 puis directeur du personnel et des services généraux de 1993 à 1998.
En 1998, sous le gouvernement Jospin, il est écarté de Bercy et est nommé trésorier-payeur général des Hauts-de-Seine. En 2002, il revient dans l’administration centrale comme secrétaire général du ministère de l’économie, des finances et de l’industrie jusqu’en 2005. Il est ensuite nommé receveur général des finances, trésorier-payeur général de la région Île-de-France puis en 2008, nommé directeur général de la nouvelle Direction générale des Finances publiques produit de la fusion entre la Direction générale de la Comptabilité publique et la Direction générale des Impôts. Il le reste jusqu’au 5 août 2012, remplacé par Bruno Bézard. Le 18 septembre 2012, en qualité d’administrateur général des finances publiques de classe exceptionnelle, il est nommé directeur à la direction régionale des finances publiques d’Île-de-France et du département de Paris, fonction qu'il occupe jusqu'à sa retraite de septembre 2017, remplacé par Pierre-Louis Mariel.

## Publications
- Aménager les campagnes, Collection Vie locale Édition du Moniteur, 1978[11]
- Institutions et droit administratif, Armand Colin, 1984
- Régimes politiques contemporains, Éditions Masson, 1991
- La Nouvelle Administration financière et fiscale, (préface), Librairie générale de droit et de jurisprudence, 2011

## Distinctions
Philippe Parini est Commandeur de la Légion d’honneur et Commandeur de l’Ordre national du Mérite.